# Физкультурная улица (Самара)
Физкульту́рная улица  — улица в городе Самаре. Проходит через 3 района города: Советский, Кировский и Промышленный. Начинается от 1-го Безымянного переулка, пересекает улицу XXII Партсъезда, Средне-Садовую, Александра Матросова, Ново-Вокзальную, улицу Калинина, Воронежскую, Краснодонскую, проспект Кирова, улицу Каховскую, Севастопольскую, Юбилейную, улицу Металлистов и переходит в Зубчаниновское шоссе. Имеет относительную протяжённость 4 км.

## История
Улица Физкультурная принадлежит к району Безымянка и до 1949 года носила название — Первая улица Безымянки. Основная застройка жилыми домами по Физкультурной длилась в 1950—1960-е года. Самыми старыми домами являются дом № 115 (1948 года постройки), № 112 (1949 года) и дом № 113 (1952 года).
Первой открытой школой на Физкультурной стала школа № 120, ведущей свою историю с 1949 года.
В 1954 году была открыта ещё одна школа под № 88, но позже была переименована в гимназию № 2.
5 ноября 1956 года была открыта троллейбусная линия и пущен троллейбус по маршруту № 7. В 1959 году присоединился маршрут № 10. 4 ноября 1969 года добавили маршрут № 13 и 27 октября 1970 — маршрут № 14. В январе 1990 года была введена в эксплуатацию новая линия по 1-му Безымянному переулку, на которую были перенесены все маршруты, а параллельная старая линия по Физкультурной демонтирована.
В 1958 году открылась школа № 149. В 1975 году была объединена со школой № 44 с углублённым изучением немецкого языка, и числилась под № 44 до 2008 года. После ей был присвоен статус гимназии № 4.
29 декабря 1961 года был открыт первый детский сад на Физкультурной под № 223.
В 1962 году к 40-летию Пионерии городская администрация открыла новый 4-х этажный Дворец пионеров и школьников, вместо закрывшегося Дома пионеров, ютившегося в бараке с 1940-х годов. В 1991 году Дворец пионеров был переименован в центр внешкольной работы «Крылатый».
В 1964 году был открыт новый корпус Самарского авиационного техникума по адресу Физкультурная 92.
1 сентября 1967 года открыла свои двери ещё одна школа № 106. А в 1968 году был построен детский сад № 316.
5 ноября 1972 года в честь 50-летия образования СССР был возведён Дворец спорта авиационного завода, который был спроектирован в Проектном бюро авиазавода архитекторами Моргун А.Г., Никитиным Н. Н. и Ворониным В.И.
25 ноября 1975 года открылся филиал детского сада № 62 «Журавушка». А в 2020 году на Физкультурную присоединился ещё один детский сад под № 275.

## Здания и сооружения
- № 1Б — Троллейбусное депо № 2
- № 1Бк1 — Кировское трамвайное депо
- № 4 — Детский сад № 62 «Журавушка»
- № 29а — Детский сад № 223 «Ромашка»
- № 31 — Управление социальной поддержки и заащиты населения по Советскому району
- № 31а — Амбулаторный центр № 1
- № 33а — Медико-санитарная часть № 2
- № 80 — Городская поликлиника № 10 (женская консультация)
- № 82 — Гимназия № 4
- № 90а — Архивный отдел (Администрация Волжского района)
- № 92 — Самарский авиационный техникум
- № 98б — Гимназия № 2
- № 100 — Отдел по предоставлению мер социальной поддержки населения
- № 101 — Дворец спорта авиационного завода
- № 103 — Детский сад № 275
- № 104 — Средняя общеобразовательная школа № 120 с углублённым изучением отдельных предметов
- № 106а — Отдел судебных приставов Промышленного и Советского районов города Самары
- № 116 — Федерация спортивной гимнастики Самарской области; Федерация хоккея России в городе Самара
- № 118 — Центр внешкольной работы «Крылатый»
- № 121а — Клуб «Юность»
- № 122 — Городская поликлиника № 4
- № 123 — Отдел полиции № 2 управление МВД России по городу Самара
- № 124 — Детский сад № 316
- № 125 — Общежитие № 32
- № 126 — Средняя общеобразовательная школа № 106
- № 139 — Средневолжская газовая компания
- № 140 — Военно-спортивный клуб «Юность»
- № 143д — Завод металлоконструкций «Аполло»
- № 147 — ТЦ «Авангард»
- № 147г — Завод ЖБИ-3 (Самарский завод железобетонных изделий)

## Достопримечательности
- Сквер Авиаконструкторов (пересечение Физкультурной и Ново-Вокзальной)
- Мемориальная доска Буштруку Д.И. (Физкультурная 98)
- Сквер Калинина (пересечение Физкультурной и Калинина)
- Памятная табличка на фасаде Дворца спорта о том, что здание было построено в год 50-летия образования СССР (Физкультурная 101)
- Памятная табличка на фасаде центра внешкольной работы о замуровывании капсулы с обращениями школьников 1967 года (Физкультурная 118)
- Мемориальная доска в честь Илларионова В. А. (Физкультурная 126)

## Транспорт
На коротком участке улицы Физкультурной от 1-го Безымянного переулка до улицы XXII Партсъезда ходит трамвай по маршруту № 7, на пересечении улицы Физкультурной и Первой Безымянной улице располагается кольцо 7 и 9 троллейбусов. От Зубчаниновского шоссе и до проспекта Кирова ходят автобусы по дачным маршрутам по номерам: 146, 147, 157, 182, 185к, 198; сезонный автобус до кладбища 27к; и маршрутки 104к, 432а, 516, 732.
Также на пересечении Физкультурной и Проспекта Кирова разворачиваются дачные автобусы 157, 185к, 198, и маршрутка 103к; и от Краснодонской улицы до проспекта Кирова в одностороннем режиме ездят автобусы 34, 38, 41.
Ближайшие станции метро: станция Победа, станция Безымянка.